# Okręg wyborczy nr 25 do Sejmu Rzeczypospolitej Polskiej
Okręg wyborczy nr 25 do Sejmu Rzeczypospolitej Polskiej obejmuje obszar miast na prawach powiatu Gdańska i Sopotu oraz powiatów gdańskiego, kwidzyńskiego, malborskiego, nowodworskiego, starogardzkiego, sztumskiego i tczewskiego (województwo pomorskie). W obecnym kształcie został utworzony w 2001. Wybieranych jest w nim 12 posłów w systemie proporcjonalnym.
Siedzibą okręgowej komisji wyborczej jest Gdańsk.

## Wyniki wyborów
| Podział 12 mandatów: SLD–UP: 5 Samoobrona: 1 PO: 3 PiS: 2 LPR: 1 |

| Podział 12 mandatów: SLD: 1 Samoobrona: 1 PO: 6 PiS: 4 |

| Podział 12 mandatów: LiD: 1 PO: 8 PiS: 3 |

| Podział 12 mandatów: RP: 1 PO: 8 PiS: 3 |

| Podział 12 mandatów: NRP: 1 K’15: 1 PO: 5 PiS: 5 |

| Podział 12 mandatów: SLD: 1 KO: 6 Konfederacja: 1 PiS: 4 |

| Podział 12 mandatów: NL: 1 KO: 6 TD: 2 PiS: 3 |

## Reprezentanci okręgu
| Sejm | Rok  | Poseł KW                       | Poseł KW         | Poseł KW            | Poseł KW            | Poseł KW                       | Poseł KW         | Poseł KW           | Poseł KW                              | Poseł KW        | Poseł KW                      | Poseł KW    | Poseł KW               | Poseł KW              | Poseł KW             | Poseł KW      | Poseł KW                 | Poseł KW | Poseł KW             | Poseł KW     | Poseł KW          | Poseł KW | Poseł KW         | Poseł KW | Poseł KW        |
| ---- | ---- | ------------------------------ | ---------------- | ------------------- | ------------------- | ------------------------------ | ---------------- | ------------------ | ------------------------------------- | --------------- | ----------------------------- | ----------- | ---------------------- | --------------------- | -------------------- | ------------- | ------------------------ | -------- | -------------------- | ------------ | ----------------- | -------- | ---------------- | -------- | --------------- |
| IV   | 2001 |                                | M. Płażyński PO  |                     | L. Kaczyński PiS    |                                | J. Banach SLD–UP |                    | M. Ostrowska SLD–UP (2001) SLD (2005) |                 | F. Potulski SLD–UP            |             | D. Hojarska Samoobrona |                       | E. Stachowicz SLD–UP |               | G. Szumska LPR           |          | J. Młynarczyk SLD–UP |              | J. Lewandowski PO |          | G. Paturalska PO |          | T. Cymański PiS |
| IV   | 2002 | A. Liss PiS                    | M. Płażyński PO  |                     |                     |                                | J. Banach SLD–UP |                    | M. Ostrowska SLD–UP (2001) SLD (2005) |                 | F. Potulski SLD–UP            |             | D. Hojarska Samoobrona |                       | E. Stachowicz SLD–UP |               | G. Szumska LPR           |          | J. Młynarczyk SLD–UP |              | J. Lewandowski PO |          | G. Paturalska PO |          | T. Cymański PiS |
| IV   | 2004 | A. Liss PiS                    | M. Płażyński PO  | S. Nowak PO         |                     |                                | J. Banach SLD–UP |                    | M. Ostrowska SLD–UP (2001) SLD (2005) |                 | F. Potulski SLD–UP            |             | D. Hojarska Samoobrona |                       | E. Stachowicz SLD–UP |               | G. Szumska LPR           |          | J. Młynarczyk SLD–UP |              |                   |          | G. Paturalska PO |          | T. Cymański PiS |
| V    | 2005 | A. Liss PiS                    | D. Tusk PO       | S. Nowak PO         |                     | J. Kurski PiS                  |                  | J. Wałęsa PO       | M. Ostrowska SLD–UP (2001) SLD (2005) |                 | A. Rybicki PO                 |             | D. Hojarska Samoobrona | H. Foltyn-Kubicka PiS |                      | J. Kozdroń PO | A. Zielińska-Głębocka PO |          |                      |              |                   |          |                  |          | T. Cymański PiS |
| V    | 2005 | A. Liss PiS                    | D. Tusk PO       | S. Nowak PO         | D. Chrapkiewicz PiS | J. Kurski PiS                  |                  | J. Wałęsa PO       | M. Ostrowska SLD–UP (2001) SLD (2005) |                 | A. Rybicki PO                 |             | D. Hojarska Samoobrona |                       |                      | J. Kozdroń PO | A. Zielińska-Głębocka PO |          |                      |              |                   |          |                  |          | T. Cymański PiS |
| VI   | 2007 | S. Neumann PO (2007) KO (2019) | M. Płażyński PiS | S. Nowak PO         |                     | J. Kurski PiS                  | B. Lis LiD       | J. Wałęsa PO       |                                       | J. Kulas PO     | A. Rybicki PO                 |             | I. Guzowska PO         |                       |                      | J. Kozdroń PO | A. Zielińska-Głębocka PO |          |                      |              |                   |          |                  |          | T. Cymański PiS |
| VI   | 2009 | S. Neumann PO (2007) KO (2019) | M. Płażyński PiS | S. Nowak PO         | D. Chrapkiewicz PiS | A. Pomaska PO (2007) KO (2019) | B. Lis LiD       | A. Jaworski PiS    |                                       | J. Kulas PO     | A. Rybicki PO                 |             | I. Guzowska PO         |                       |                      | J. Kozdroń PO | A. Zielińska-Głębocka PO |          |                      |              |                   |          |                  |          |                 |
| VI   | 2010 | S. Neumann PO (2007) KO (2019) | K. Smoliński PiS | P. Orłowski PO      | D. Chrapkiewicz PiS | A. Pomaska PO (2007) KO (2019) | B. Lis LiD       | A. Jaworski PiS    | J. Borowczak PO (2007) KO (2019)      | J. Kulas PO     | P. Ołowski PO                 |             | I. Guzowska PO         |                       |                      | J. Kozdroń PO |                          |          |                      |              |                   |          |                  |          |                 |
| VII  | 2011 | S. Neumann PO (2007) KO (2019) | A. Fotyga PiS    | M. Łopiński PiS     |                     | A. Pomaska PO (2007) KO (2019) | P. Bauć RP       | A. Jaworski PiS    | J. Borowczak PO (2007) KO (2019)      | S. Nowak PO     | L. Blanik PO                  | K. Hall PO  | I. Guzowska PO         |                       |                      | J. Kozdroń PO |                          |          |                      |              |                   |          |                  |          |                 |
| VII  | 2014 | S. Neumann PO (2007) KO (2019) | K. Smoliński PiS | M. Łopiński PiS     |                     | A. Pomaska PO (2007) KO (2019) | P. Bauć RP       | A. Jaworski PiS    | J. Borowczak PO (2007) KO (2019)      | S. Nowak PO     | L. Blanik PO                  | K. Hall PO  | I. Guzowska PO         |                       |                      | J. Kozdroń PO |                          |          |                      |              |                   |          |                  |          |                 |
| VII  | 2015 | S. Neumann PO (2007) KO (2019) | K. Smoliński PiS | D. Chrapkiewicz PiS | J. Kulas PO         | A. Pomaska PO (2007) KO (2019) | P. Bauć RP       | A. Jaworski PiS    | J. Borowczak PO (2007) KO (2019)      |                 | L. Blanik PO                  | K. Hall PO  | I. Guzowska PO         |                       |                      | J. Kozdroń PO |                          |          |                      |              |                   |          |                  |          |                 |
| VIII | 2015 | S. Neumann PO (2007) KO (2019) | K. Smoliński PiS | J. Sellin PiS       |                     | A. Pomaska PO (2007) KO (2019) | E. Lieder .N     | A. Jaworski PiS    | J. Borowczak PO (2007) KO (2019)      | A. Korol PO     | M. Chmiel PO (2015) KO (2019) |             | T. Cymański PiS        |                       | M. Błeńska K’15      |               | J. Kilian PiS            |          |                      |              |                   |          |                  |          |                 |
| VIII | 2016 | S. Neumann PO (2007) KO (2019) | K. Smoliński PiS | J. Sellin PiS       | G. Raczak PiS       | A. Pomaska PO (2007) KO (2019) | E. Lieder .N     |                    | J. Borowczak PO (2007) KO (2019)      | A. Korol PO     | M. Chmiel PO (2015) KO (2019) |             | T. Cymański PiS        |                       | M. Błeńska K’15      |               | J. Kilian PiS            |          |                      |              |                   |          |                  |          |                 |
| IX   | 2019 | S. Neumann PO (2007) KO (2019) | K. Smoliński PiS | J. Sellin PiS       |                     | A. Pomaska PO (2007) KO (2019) |                  | B. Maciejewska SLD | J. Borowczak PO (2007) KO (2019)      |                 | M. Chmiel PO (2015) KO (2019) |             | T. Cymański PiS        | P. Adamowicz KO       |                      |               | M. Urbaniak Konfederacja |          |                      | J. Wałęsa KO | K. Płażyński PiS  |          |                  |          |                 |
| X    | 2023 | J. Karnowski KO                | K. Smoliński PiS | J. Sellin PiS       |                     | A. Pomaska PO (2007) KO (2019) | K. Kotula NL     | P. Gabriel KO      |                                       | A. Buczyńska TD |                               | M. Sroka TD | M. Kołodziejczak KO    | P. Adamowicz KO       |                      |               |                          |          |                      | J. Wałęsa KO | K. Płażyński PiS  |          |                  |          |                 |

### Wybory parlamentarne 2001
| Komitet wyborczy                                      | Komitet wyborczy                              | Głosów  | %     | Mandaty | Wybrani posłowie                                                                               |
| ----------------------------------------------------- | --------------------------------------------- | ------- | ----- | ------- | ---------------------------------------------------------------------------------------------- |
|                                                       | KKW Sojusz Lewicy Demokratycznej – Unia Pracy | 125 093 | 34,58 | 5       | Jolanta Banach, Małgorzata Ostrowska, Franciszek Potulski, Edmund Stachowicz, Jerzy Młynarczyk |
|                                                       | KWW Platforma Obywatelska                     | 93 408  | 25,82 | 3       | Maciej Płażyński, Janusz Lewandowski, Grażyna Paturalska, Sławomir Nowak                       |
|                                                       | Prawo i Sprawiedliwość                        | 57 710  | 15,95 | 2       | Lech Kaczyński, Tadeusz Cymański, Andrzej Liss                                                 |
|                                                       | Samoobrona Rzeczpospolitej Polskiej           | 23 085  | 6,38  | 1       | Danuta Hojarska                                                                                |
|                                                       | Liga Polskich Rodzin                          | 21 361  | 5,90  | 1       | Gertruda Szumska                                                                               |
|                                                       | KKW Akcja Wyborcza Solidarność Prawicy        | 17 752  | 4,91  | –       |                                                                                                |
|                                                       | Polskie Stronnictwo Ludowe                    | 12 263  | 3,39  | –       |                                                                                                |
|                                                       | Unia Wolności                                 | 10 239  | 2,83  | –       |                                                                                                |
|                                                       | Alternatywa Ruch Społeczny                    | 836     | 0,23  | –       |                                                                                                |
| Frekwencja: 47,56% Źródło: Państwowa Komisja Wyborcza |                                               |         |       |         |                                                                                                |

Poniższa tabela przedstawia podział mandatów dla komitetów wyborczych na podstawie uzyskanych głosów, a następnie obliczonych ilorazów wyborczych na podstawie zmodyfikowanej metody Sainte-Laguë.
| Podział mandatów dla komitetów wyborczych na podstawie zmodyfikowanej metody Sainte-Laguë | Podział mandatów dla komitetów wyborczych na podstawie zmodyfikowanej metody Sainte-Laguë | Podział mandatów dla komitetów wyborczych na podstawie zmodyfikowanej metody Sainte-Laguë | Podział mandatów dla komitetów wyborczych na podstawie zmodyfikowanej metody Sainte-Laguë | Podział mandatów dla komitetów wyborczych na podstawie zmodyfikowanej metody Sainte-Laguë | Podział mandatów dla komitetów wyborczych na podstawie zmodyfikowanej metody Sainte-Laguë | Podział mandatów dla komitetów wyborczych na podstawie zmodyfikowanej metody Sainte-Laguë | Podział mandatów dla komitetów wyborczych na podstawie zmodyfikowanej metody Sainte-Laguë | Podział mandatów dla komitetów wyborczych na podstawie zmodyfikowanej metody Sainte-Laguë | Podział mandatów dla komitetów wyborczych na podstawie zmodyfikowanej metody Sainte-Laguë | Podział mandatów dla komitetów wyborczych na podstawie zmodyfikowanej metody Sainte-Laguë | Podział mandatów dla komitetów wyborczych na podstawie zmodyfikowanej metody Sainte-Laguë | Podział mandatów dla komitetów wyborczych na podstawie zmodyfikowanej metody Sainte-Laguë |
| Komitet wyborczy                                                                          | Komitet wyborczy                                                                          | Liczba głosów                                                                             | Iloraz wyborczy                                                                           | Iloraz wyborczy                                                                           | Iloraz wyborczy                                                                           | Iloraz wyborczy                                                                           | Iloraz wyborczy                                                                           | Iloraz wyborczy                                                                           | Iloraz wyborczy                                                                           | Iloraz wyborczy                                                                           | Mandaty                                                                                   | TP                                                                                        |
| Komitet wyborczy                                                                          | Komitet wyborczy                                                                          | Liczba głosów                                                                             | /1,4                                                                                      | /3                                                                                        | /5                                                                                        | /7                                                                                        | /9                                                                                        | /11                                                                                       | ...                                                                                       | /23                                                                                       | Mandaty                                                                                   | TP                                                                                        |
| ----------------------------------------------------------------------------------------- | ----------------------------------------------------------------------------------------- | ----------------------------------------------------------------------------------------- | ----------------------------------------------------------------------------------------- | ----------------------------------------------------------------------------------------- | ----------------------------------------------------------------------------------------- | ----------------------------------------------------------------------------------------- | ----------------------------------------------------------------------------------------- | ----------------------------------------------------------------------------------------- | ----------------------------------------------------------------------------------------- | ----------------------------------------------------------------------------------------- | ----------------------------------------------------------------------------------------- | ----------------------------------------------------------------------------------------- |
|                                                                                           | KKW Sojusz Lewicy Demokratycznej – Unia Pracy                                             | 125 093                                                                                   | 89 352                                                                                    | 41 698                                                                                    | 25 019                                                                                    | 17 870                                                                                    | 13 899                                                                                    | 11 372                                                                                    | ...                                                                                       | 5439                                                                                      | 5                                                                                         | 4,51                                                                                      |
|                                                                                           | KWW Platforma Obywatelska                                                                 | 93 408                                                                                    | 66 720                                                                                    | 31 136                                                                                    | 18 682                                                                                    | 13 344                                                                                    | 10 379                                                                                    | 8492                                                                                      | ...                                                                                       | 4061                                                                                      | 3                                                                                         | 3,37                                                                                      |
|                                                                                           | Prawo i Sprawiedliwość                                                                    | 57 710                                                                                    | 41 221                                                                                    | 19 237                                                                                    | 11 542                                                                                    | 8244                                                                                      | 6412                                                                                      | 5246                                                                                      | ...                                                                                       | 2509                                                                                      | 2                                                                                         | 2,08                                                                                      |
|                                                                                           | Samoobrona Rzeczpospolitej Polskiej                                                       | 23 085                                                                                    | 16 489                                                                                    | 7695                                                                                      | 4617                                                                                      | 3298                                                                                      | 2565                                                                                      | 2099                                                                                      | ...                                                                                       | 1004                                                                                      | 1                                                                                         | 0,83                                                                                      |
|                                                                                           | Liga Polskich Rodzin                                                                      | 21 361                                                                                    | 15 258                                                                                    | 7120                                                                                      | 4272                                                                                      | 3052                                                                                      | 2373                                                                                      | 1942                                                                                      | ...                                                                                       | 929                                                                                       | 1                                                                                         | 0,77                                                                                      |
|                                                                                           | Polskie Stronnictwo Ludowe                                                                | 12 263                                                                                    | 8759                                                                                      | 4088                                                                                      | 2453                                                                                      | 1752                                                                                      | 1363                                                                                      | 1115                                                                                      | ...                                                                                       | 533                                                                                       | 0                                                                                         | 0,44                                                                                      |
| Ogółem                                                                                    | Ogółem                                                                                    | 332 920                                                                                   | —                                                                                         | —                                                                                         | —                                                                                         | —                                                                                         | —                                                                                         | —                                                                                         | —                                                                                         | —                                                                                         | 12                                                                                        | 12                                                                                        |

### Wybory parlamentarne 2005
| Komitet wyborczy                                      | Komitet wyborczy                        | Głosów  | %     | Mandaty | Wybrani posłowie                                                                                        |
| ----------------------------------------------------- | --------------------------------------- | ------- | ----- | ------- | --- |
|                                                       | Platforma Obywatelska RP                | 138 989 | 39,90 | 6       | Donald Tusk, Jarosław Wałęsa, Arkadiusz Rybicki, Sławomir Nowak, Jerzy Kozdroń, Anna Zielińska-Głębocka |
|                                                       | Prawo i Sprawiedliwość                  | 89 715  | 25,75 | 4       | Jacek Kurski, Tadeusz Cymański, Hanna Foltyn-Kubicka, Andrzej Liss, Daniela Chrapkiewicz                |
|                                                       | Sojusz Lewicy Demokratycznej            | 31 508  | 9,04  | 1       | Małgorzata Ostrowska                                                                                    |
|                                                       | Samoobrona Rzeczpospolitej Polskiej     | 23 429  | 6,73  | 1       | Danuta Hojarska                                                                                         |
|                                                       | Liga Polskich Rodzin                    | 19 534  | 5,61  | –       | |
|                                                       | Socjaldemokracja Polska                 | 13 429  | 3,85  | –       | |
|                                                       | Polskie Stronnictwo Ludowe              | 9493    | 2,73  | –       | |
|                                                       | Partia Demokratyczna – demokraci.pl     | 7663    | 2,20  | –       | |
|                                                       | Platforma Janusza Korwin-Mikke          | 4998    | 1,43  | –       | |
|                                                       | Ruch Patriotyczny                       | 2463    | 0,71  | –       | |
|                                                       | Polska Partia Pracy                     | 2270    | 0,65  | –       | |
|                                                       | Dom Ojczysty                            | 1941    | 0,56  | –       | |
|                                                       | Centrum                                 | 1262    | 0,36  | –       | |
|                                                       | Polska Partia Narodowa                  | 863     | 0,25  | –       | |
|                                                       | KWW – Ogólnopolska Koalicja Obywatelska | 802     | 0,23  | –       | |
| Frekwencja: 44,01% Źródło: Państwowa Komisja Wyborcza |                                         |         |       |         | |

Poniższa tabela przedstawia podział mandatów dla komitetów wyborczych na podstawie uzyskanych głosów, a następnie obliczonych ilorazów wyborczych na podstawie metody D’Hondta.
| Podział mandatów dla komitetów wyborczych na podstawie metody D’Hondta | Podział mandatów dla komitetów wyborczych na podstawie metody D’Hondta | Podział mandatów dla komitetów wyborczych na podstawie metody D’Hondta | Podział mandatów dla komitetów wyborczych na podstawie metody D’Hondta | Podział mandatów dla komitetów wyborczych na podstawie metody D’Hondta | Podział mandatów dla komitetów wyborczych na podstawie metody D’Hondta | Podział mandatów dla komitetów wyborczych na podstawie metody D’Hondta | Podział mandatów dla komitetów wyborczych na podstawie metody D’Hondta | Podział mandatów dla komitetów wyborczych na podstawie metody D’Hondta | Podział mandatów dla komitetów wyborczych na podstawie metody D’Hondta | Podział mandatów dla komitetów wyborczych na podstawie metody D’Hondta | Podział mandatów dla komitetów wyborczych na podstawie metody D’Hondta | Podział mandatów dla komitetów wyborczych na podstawie metody D’Hondta | Podział mandatów dla komitetów wyborczych na podstawie metody D’Hondta |
| Komitet wyborczy                                                       | Komitet wyborczy                                                       | Liczba głosów                                                          | Iloraz wyborczy                                                        | Iloraz wyborczy                                                        | Iloraz wyborczy                                                        | Iloraz wyborczy                                                        | Iloraz wyborczy                                                        | Iloraz wyborczy                                                        | Iloraz wyborczy                                                        | Iloraz wyborczy                                                        | Iloraz wyborczy                                                        | Mandaty                                                                | TP                                                                     |
| Komitet wyborczy                                                       | Komitet wyborczy                                                       | Liczba głosów                                                          | /1                                                                     | /2                                                                     | /3                                                                     | /4                                                                     | /5                                                                     | /6                                                                     | /7                                                                     | ...                                                                    | /12                                                                    | Mandaty                                                                | TP                                                                     |
| ---------------------------------------------------------------------- | ---------------------------------------------------------------------- | ---------------------------------------------------------------------- | ---------------------------------------------------------------------- | ---------------------------------------------------------------------- | ---------------------------------------------------------------------- | ---------------------------------------------------------------------- | ---------------------------------------------------------------------- | ---------------------------------------------------------------------- | ---------------------------------------------------------------------- | ---------------------------------------------------------------------- | ---------------------------------------------------------------------- | ---------------------------------------------------------------------- | ---------------------------------------------------------------------- |
|                                                                        | Platforma Obywatelska RP                                               | 138 989                                                                | 138 989                                                                | 69 495                                                                 | 46 330                                                                 | 34 747                                                                 | 27 797                                                                 | 23 165                                                                 | 19 856                                                                 | ...                                                                    | 11 582                                                                 | 6                                                                      | 5,33                                                                   |
|                                                                        | Prawo i Sprawiedliwość                                                 | 89 715                                                                 | 89 715                                                                 | 44 858                                                                 | 29 905                                                                 | 22 429                                                                 | 17 943                                                                 | 14 953                                                                 | 12 816                                                                 | ...                                                                    | 7476                                                                   | 4                                                                      | 3,44                                                                   |
|                                                                        | Sojusz Lewicy Demokratycznej                                           | 31 508                                                                 | 31 508                                                                 | 15 754                                                                 | 10 503                                                                 | 7877                                                                   | 6302                                                                   | 5251                                                                   | 4501                                                                   | ...                                                                    | 2626                                                                   | 1                                                                      | 1,21                                                                   |
|                                                                        | Samoobrona Rzeczpospolitej Polskiej                                    | 23 429                                                                 | 23 429                                                                 | 11 715                                                                 | 7810                                                                   | 5857                                                                   | 4686                                                                   | 3905                                                                   | 3347                                                                   | ...                                                                    | 1952                                                                   | 1                                                                      | 0,90                                                                   |
|                                                                        | Liga Polskich Rodzin                                                   | 19 534                                                                 | 19 534                                                                 | 9767                                                                   | 6511                                                                   | 4884                                                                   | 3907                                                                   | 3256                                                                   | 2791                                                                   | ...                                                                    | 1628                                                                   | 0                                                                      | 0,75                                                                   |
|                                                                        | Polskie Stronnictwo Ludowe                                             | 9493                                                                   | 9493                                                                   | 4747                                                                   | 3164                                                                   | 2373                                                                   | 1899                                                                   | 1582                                                                   | 1356                                                                   | ...                                                                    | 791                                                                    | 0                                                                      | 0,36                                                                   |
| Ogółem                                                                 | Ogółem                                                                 | 312 668                                                                | —                                                                      | —                                                                      | —                                                                      | —                                                                      | —                                                                      | —                                                                      | —                                                                      | —                                                                      | —                                                                      | 12                                                                     | 12                                                                     |

### Wybory parlamentarne 2007
| Komitet wyborczy                                      | Komitet wyborczy                      | Głosów  | %     | Mandaty | Wybrani posłowie |
| ----------------------------------------------------- | ------------------------------------- | ------- | ----- | ------- | --- |
|                                                       | Platforma Obywatelska RP              | 258 073 | 54,62 | 8       | Sławomir Nowak, Jarosław Wałęsa, Anna Zielińska-Głębocka, Arkadiusz Rybicki, Sławomir Neumann, Jerzy Kozdroń, Jan Kulas, Iwona Guzowska, Agnieszka Pomaska, Piotr Ołowski, Paweł Orłowski, Jerzy Borowczak |
|                                                       | Prawo i Sprawiedliwość                | 127 959 | 27,08 | 3       | Maciej Płażyński, Jacek Kurski, Tadeusz Cymański, Daniela Chrapkiewicz, Andrzej Jaworski, Kazimierz Smoliński                                                                                              |
|                                                       | KKW Lewica i Demokraci SLD+SDPL+PD+UP | 50 019  | 10,59 | 1       | Bogdan Lis |
|                                                       | Polskie Stronnictwo Ludowe            | 20 676  | 4,38  | –       | |
|                                                       | Liga Polskich Rodzin                  | 6351    | 1,34  | –       | |
|                                                       | Samoobrona Rzeczpospolitej Polskiej   | 5622    | 1,19  | –       | |
|                                                       | Polska Partia Pracy                   | 3804    | 0,81  | –       | |
| Frekwencja: 58,34% Źródło: Państwowa Komisja Wyborcza |                                       |         |       |         | |

Poniższa tabela przedstawia podział mandatów dla komitetów wyborczych na podstawie uzyskanych głosów, a następnie obliczonych ilorazów wyborczych na podstawie metody D’Hondta.
| Podział mandatów dla komitetów wyborczych na podstawie metody D’Hondta | Podział mandatów dla komitetów wyborczych na podstawie metody D’Hondta | Podział mandatów dla komitetów wyborczych na podstawie metody D’Hondta | Podział mandatów dla komitetów wyborczych na podstawie metody D’Hondta | Podział mandatów dla komitetów wyborczych na podstawie metody D’Hondta | Podział mandatów dla komitetów wyborczych na podstawie metody D’Hondta | Podział mandatów dla komitetów wyborczych na podstawie metody D’Hondta | Podział mandatów dla komitetów wyborczych na podstawie metody D’Hondta | Podział mandatów dla komitetów wyborczych na podstawie metody D’Hondta | Podział mandatów dla komitetów wyborczych na podstawie metody D’Hondta | Podział mandatów dla komitetów wyborczych na podstawie metody D’Hondta | Podział mandatów dla komitetów wyborczych na podstawie metody D’Hondta | Podział mandatów dla komitetów wyborczych na podstawie metody D’Hondta | Podział mandatów dla komitetów wyborczych na podstawie metody D’Hondta | Podział mandatów dla komitetów wyborczych na podstawie metody D’Hondta | Podział mandatów dla komitetów wyborczych na podstawie metody D’Hondta |
| Komitet wyborczy                                                       | Komitet wyborczy                                                       | Liczba głosów                                                          | Iloraz wyborczy                                                        | Iloraz wyborczy                                                        | Iloraz wyborczy                                                        | Iloraz wyborczy                                                        | Iloraz wyborczy                                                        | Iloraz wyborczy                                                        | Iloraz wyborczy                                                        | Iloraz wyborczy                                                        | Iloraz wyborczy                                                        | Iloraz wyborczy                                                        | Iloraz wyborczy                                                        | Mandaty                                                                | TP                                                                     |
| Komitet wyborczy                                                       | Komitet wyborczy                                                       | Liczba głosów                                                          | /1                                                                     | /2                                                                     | /3                                                                     | /4                                                                     | /5                                                                     | /6                                                                     | /7                                                                     | /8                                                                     | /9                                                                     | ...                                                                    | /12                                                                    | Mandaty                                                                | TP                                                                     |
| ---------------------------------------------------------------------- | ---------------------------------------------------------------------- | ---------------------------------------------------------------------- | ---------------------------------------------------------------------- | ---------------------------------------------------------------------- | ---------------------------------------------------------------------- | ---------------------------------------------------------------------- | ---------------------------------------------------------------------- | ---------------------------------------------------------------------- | ---------------------------------------------------------------------- | ---------------------------------------------------------------------- | ---------------------------------------------------------------------- | ---------------------------------------------------------------------- | ---------------------------------------------------------------------- | ---------------------------------------------------------------------- | ---------------------------------------------------------------------- |
|                                                                        | Platforma Obywatelska RP                                               | 258 073                                                                | 258 073                                                                | 129 037                                                                | 86 024                                                                 | 64 518                                                                 | 51 615                                                                 | 43 012                                                                 | 36 868                                                                 | 32 259                                                                 | 28 675                                                                 | ...                                                                    | 21 506                                                                 | 8                                                                      | 6,78                                                                   |
|                                                                        | Prawo i Sprawiedliwość                                                 | 127 959                                                                | 127 959                                                                | 63 980                                                                 | 42 653                                                                 | 31 990                                                                 | 25 592                                                                 | 21 327                                                                 | 18 280                                                                 | 15 995                                                                 | 14 218                                                                 | ...                                                                    | 10 663                                                                 | 3                                                                      | 3,36                                                                   |
|                                                                        | KKW Lewica i Demokraci SLD+SDPL+PD+UP                                  | 50 019                                                                 | 50 019                                                                 | 25 010                                                                 | 16 673                                                                 | 12 505                                                                 | 10 004                                                                 | 8337                                                                   | 7146                                                                   | 6252                                                                   | 5558                                                                   | ...                                                                    | 4168                                                                   | 1                                                                      | 1,31                                                                   |
|                                                                        | Polskie Stronnictwo Ludowe                                             | 20 676                                                                 | 20 676                                                                 | 10 338                                                                 | 6892                                                                   | 5169                                                                   | 4135                                                                   | 3446                                                                   | 2954                                                                   | 2585                                                                   | 2297                                                                   | ...                                                                    | 1723                                                                   | 0                                                                      | 0,54                                                                   |
| Ogółem                                                                 | Ogółem                                                                 | 456 727                                                                | —                                                                      | —                                                                      | —                                                                      | —                                                                      | —                                                                      | —                                                                      | —                                                                      | —                                                                      | —                                                                      | —                                                                      | —                                                                      | 12                                                                     | 12                                                                     |

### Wybory parlamentarne 2011
| Komitet wyborczy                                      | Komitet wyborczy                              | Głosów  | %     | Mandaty | Wybrani posłowie |
| ----------------------------------------------------- | --------------------------------------------- | ------- | ----- | ------- | --- |
|                                                       | Platforma Obywatelska RP                      | 219 106 | 52,76 | 8       | Sławomir Nowak, Iwona Guzowska, Agnieszka Pomaska, Leszek Blanik, Sławomir Neumann, Jerzy Borowczak, Jerzy Kozdroń, Katarzyna Hall, Jan Kulas |
|                                                       | Prawo i Sprawiedliwość                        | 102 131 | 24,59 | 3       | Anna Fotyga, Andrzej Jaworski, Maciej Łopiński, Kazimierz Smoliński, Daniela Chrapkiewicz                                                     |
|                                                       | Ruch Palikota                                 | 37 615  | 9,06  | 1       | Piotr Bauć |
|                                                       | Sojusz Lewicy Demokratycznej                  | 25 542  | 6,15  | –       | |
|                                                       | Polskie Stronnictwo Ludowe                    | 19 313  | 4,65  | –       | |
|                                                       | Polska Jest Najważniejsza                     | 8584    | 2,07  | –       | |
|                                                       | Polska Partia Pracy – Sierpień 80             | 2009    | 0,48  | –       | |
|                                                       | Nasz Dom Polska – Samoobrona Andrzeja Leppera | 1026    | 0,25  | –       | |
| Frekwencja: 52,25% Źródło: Państwowa Komisja Wyborcza |                                               |         |       |         | |

Poniższa tabela przedstawia podział mandatów dla komitetów wyborczych na podstawie uzyskanych głosów, a następnie obliczonych ilorazów wyborczych na podstawie metody D’Hondta.
| Podział mandatów dla komitetów wyborczych na podstawie metody D’Hondta | Podział mandatów dla komitetów wyborczych na podstawie metody D’Hondta | Podział mandatów dla komitetów wyborczych na podstawie metody D’Hondta | Podział mandatów dla komitetów wyborczych na podstawie metody D’Hondta | Podział mandatów dla komitetów wyborczych na podstawie metody D’Hondta | Podział mandatów dla komitetów wyborczych na podstawie metody D’Hondta | Podział mandatów dla komitetów wyborczych na podstawie metody D’Hondta | Podział mandatów dla komitetów wyborczych na podstawie metody D’Hondta | Podział mandatów dla komitetów wyborczych na podstawie metody D’Hondta | Podział mandatów dla komitetów wyborczych na podstawie metody D’Hondta | Podział mandatów dla komitetów wyborczych na podstawie metody D’Hondta | Podział mandatów dla komitetów wyborczych na podstawie metody D’Hondta | Podział mandatów dla komitetów wyborczych na podstawie metody D’Hondta | Podział mandatów dla komitetów wyborczych na podstawie metody D’Hondta | Podział mandatów dla komitetów wyborczych na podstawie metody D’Hondta | Podział mandatów dla komitetów wyborczych na podstawie metody D’Hondta |
| Komitet wyborczy                                                       | Komitet wyborczy                                                       | Liczba głosów                                                          | Iloraz wyborczy                                                        | Iloraz wyborczy                                                        | Iloraz wyborczy                                                        | Iloraz wyborczy                                                        | Iloraz wyborczy                                                        | Iloraz wyborczy                                                        | Iloraz wyborczy                                                        | Iloraz wyborczy                                                        | Iloraz wyborczy                                                        | Iloraz wyborczy                                                        | Iloraz wyborczy                                                        | Mandaty                                                                | TP                                                                     |
| Komitet wyborczy                                                       | Komitet wyborczy                                                       | Liczba głosów                                                          | /1                                                                     | /2                                                                     | /3                                                                     | /4                                                                     | /5                                                                     | /6                                                                     | /7                                                                     | /8                                                                     | /9                                                                     | ...                                                                    | /12                                                                    | Mandaty                                                                | TP                                                                     |
| ---------------------------------------------------------------------- | ---------------------------------------------------------------------- | ---------------------------------------------------------------------- | ---------------------------------------------------------------------- | ---------------------------------------------------------------------- | ---------------------------------------------------------------------- | ---------------------------------------------------------------------- | ---------------------------------------------------------------------- | ---------------------------------------------------------------------- | ---------------------------------------------------------------------- | ---------------------------------------------------------------------- | ---------------------------------------------------------------------- | ---------------------------------------------------------------------- | ---------------------------------------------------------------------- | ---------------------------------------------------------------------- | ---------------------------------------------------------------------- |
|                                                                        | Platforma Obywatelska RP                                               | 219 106                                                                | 219 106                                                                | 109 553                                                                | 73 035                                                                 | 54 777                                                                 | 43 821                                                                 | 36 518                                                                 | 31 301                                                                 | 27 388                                                                 | 24 345                                                                 | ...                                                                    | 18 259                                                                 | 8                                                                      | 6,51                                                                   |
|                                                                        | Prawo i Sprawiedliwość                                                 | 102 131                                                                | 102 131                                                                | 51 066                                                                 | 34 044                                                                 | 25 533                                                                 | 20 426                                                                 | 17 022                                                                 | 14 590                                                                 | 12 766                                                                 | 11 348                                                                 | ...                                                                    | 8511                                                                   | 3                                                                      | 3,04                                                                   |
|                                                                        | Ruch Palikota                                                          | 37 615                                                                 | 37 615                                                                 | 18 808                                                                 | 12 538                                                                 | 9404                                                                   | 7523                                                                   | 6269                                                                   | 5374                                                                   | 4702                                                                   | 4179                                                                   | ...                                                                    | 3135                                                                   | 1                                                                      | 1,12                                                                   |
|                                                                        | Sojusz Lewicy Demokratycznej                                           | 25 542                                                                 | 25 542                                                                 | 12 771                                                                 | 8514                                                                   | 6386                                                                   | 5108                                                                   | 4257                                                                   | 3649                                                                   | 3193                                                                   | 2838                                                                   | ...                                                                    | 2129                                                                   | 0                                                                      | 0,76                                                                   |
|                                                                        | Polskie Stronnictwo Ludowe                                             | 19 313                                                                 | 19 313                                                                 | 9657                                                                   | 6438                                                                   | 4828                                                                   | 3863                                                                   | 3219                                                                   | 2759                                                                   | 2414                                                                   | 2146                                                                   | ...                                                                    | 1609                                                                   | 0                                                                      | 0,57                                                                   |
| Ogółem                                                                 | Ogółem                                                                 | 403 707                                                                | —                                                                      | —                                                                      | —                                                                      | —                                                                      | —                                                                      | —                                                                      | —                                                                      | —                                                                      | —                                                                      | —                                                                      | —                                                                      | 12                                                                     | 12                                                                     |

### Wybory parlamentarne 2015
| Komitet wyborczy                                      | Komitet wyborczy                             | Głosów  | %     | Mandaty | Wybrani posłowie                                                                                      |
| ----------------------------------------------------- | -------------------------------------------- | ------- | ----- | ------- | --- |
|                                                       | Platforma Obywatelska RP                     | 148 305 | 34,72 | 5       | Adam Korol, Agnieszka Pomaska, Sławomir Neumann, Jerzy Borowczak, Małgorzata Chmiel                   |
|                                                       | Prawo i Sprawiedliwość                       | 126 466 | 29,61 | 5       | Jarosław Sellin, Andrzej Jaworski, Tadeusz Cymański, Kazimierz Smoliński, Jan Kilian, Grzegorz Raczak |
|                                                       | Nowoczesna Ryszarda Petru                    | 39 184  | 9,17  | 1       | Ewa Lieder                                                                                            |
|                                                       | KWW Kukiz’15                                 | 30 536  | 7,15  | 1       | Magdalena Błeńska                                                                                     |
|                                                       | KKW Zjednoczona Lewica SLD+TR+PPS+UP+Zieloni | 28 168  | 6,59  | –       | |
|                                                       | KORWiN                                       | 21 366  | 5,00  | –       | |
|                                                       | Partia Razem                                 | 16 992  | 3,98  | –       | |
|                                                       | Polskie Stronnictwo Ludowe                   | 12 904  | 3,02  | –       | |
|                                                       | KWW Zbigniewa Stonogi                        | 3210    | 0,75  | –       | |
| Frekwencja: 52,55% Źródło: Państwowa Komisja Wyborcza |                                              |         |       |         | |

Poniższa tabela przedstawia podział mandatów dla komitetów wyborczych na podstawie uzyskanych głosów, a następnie obliczonych ilorazów wyborczych na podstawie metody D’Hondta.
| Podział mandatów dla komitetów wyborczych na podstawie metody D’Hondta | Podział mandatów dla komitetów wyborczych na podstawie metody D’Hondta | Podział mandatów dla komitetów wyborczych na podstawie metody D’Hondta | Podział mandatów dla komitetów wyborczych na podstawie metody D’Hondta | Podział mandatów dla komitetów wyborczych na podstawie metody D’Hondta | Podział mandatów dla komitetów wyborczych na podstawie metody D’Hondta | Podział mandatów dla komitetów wyborczych na podstawie metody D’Hondta | Podział mandatów dla komitetów wyborczych na podstawie metody D’Hondta | Podział mandatów dla komitetów wyborczych na podstawie metody D’Hondta | Podział mandatów dla komitetów wyborczych na podstawie metody D’Hondta | Podział mandatów dla komitetów wyborczych na podstawie metody D’Hondta | Podział mandatów dla komitetów wyborczych na podstawie metody D’Hondta | Podział mandatów dla komitetów wyborczych na podstawie metody D’Hondta |
| Komitet wyborczy                                                       | Komitet wyborczy                                                       | Liczba głosów                                                          | Iloraz wyborczy                                                        | Iloraz wyborczy                                                        | Iloraz wyborczy                                                        | Iloraz wyborczy                                                        | Iloraz wyborczy                                                        | Iloraz wyborczy                                                        | Iloraz wyborczy                                                        | Iloraz wyborczy                                                        | Mandaty                                                                | TP                                                                     |
| Komitet wyborczy                                                       | Komitet wyborczy                                                       | Liczba głosów                                                          | /1                                                                     | /2                                                                     | /3                                                                     | /4                                                                     | /5                                                                     | /6                                                                     | ...                                                                    | /12                                                                    | Mandaty                                                                | TP                                                                     |
| ---------------------------------------------------------------------- | ---------------------------------------------------------------------- | ---------------------------------------------------------------------- | ---------------------------------------------------------------------- | ---------------------------------------------------------------------- | ---------------------------------------------------------------------- | ---------------------------------------------------------------------- | ---------------------------------------------------------------------- | ---------------------------------------------------------------------- | ---------------------------------------------------------------------- | ---------------------------------------------------------------------- | ---------------------------------------------------------------------- | ---------------------------------------------------------------------- |
|                                                                        | Platforma Obywatelska RP                                               | 148 305                                                                | 148 305                                                                | 74 153                                                                 | 49 435                                                                 | 37 076                                                                 | 29 661                                                                 | 24 718                                                                 | ...                                                                    | 12 359                                                                 | 5                                                                      | 4,98                                                                   |
|                                                                        | Prawo i Sprawiedliwość                                                 | 126 466                                                                | 126 466                                                                | 63 233                                                                 | 42 155                                                                 | 31 617                                                                 | 25 293                                                                 | 21 078                                                                 | ...                                                                    | 10 539                                                                 | 5                                                                      | 4,25                                                                   |
|                                                                        | Nowoczesna Ryszarda Petru                                              | 39 184                                                                 | 39 184                                                                 | 19 592                                                                 | 13 061                                                                 | 9796                                                                   | 7837                                                                   | 6531                                                                   | ...                                                                    | 3265                                                                   | 1                                                                      | 1,32                                                                   |
|                                                                        | KWW Kukiz’15                                                           | 30 536                                                                 | 30 536                                                                 | 15 268                                                                 | 10 179                                                                 | 7634                                                                   | 6107                                                                   | 5089                                                                   | ...                                                                    | 2545                                                                   | 1                                                                      | 1,03                                                                   |
|                                                                        | Polskie Stronnictwo Ludowe                                             | 12 904                                                                 | 12 904                                                                 | 6452                                                                   | 4301                                                                   | 3226                                                                   | 2581                                                                   | 2151                                                                   | ...                                                                    | 1075                                                                   | 0                                                                      | 0,43                                                                   |
| Ogółem                                                                 | Ogółem                                                                 | 357 395                                                                | —                                                                      | —                                                                      | —                                                                      | —                                                                      | —                                                                      | —                                                                      | —                                                                      | —                                                                      | 12                                                                     | 12                                                                     |

### Wybory parlamentarne 2019
| Komitet wyborczy                                      | Komitet wyborczy                           | Głosów  | %     | Mandaty | Wybrani posłowie                                                                                          |
| ----------------------------------------------------- | ------------------------------------------ | ------- | ----- | ------- | --- |
|                                                       | KKW Koalicja Obywatelska PO .N iPL Zieloni | 218 484 | 41,31 | 6       | Jarosław Wałęsa, Piotr Adamowicz, Agnieszka Pomaska, Sławomir Neumann, Małgorzata Chmiel, Jerzy Borowczak |
|                                                       | Prawo i Sprawiedliwość                     | 169 753 | 32,10 | 4       | Kacper Płażyński, Jarosław Sellin, Kazimierz Smoliński, Tadeusz Cymański                                  |
|                                                       | Sojusz Lewicy Demokratycznej               | 71 236  | 13,47 | 1       | Beata Maciejewska                                                                                         |
|                                                       | Konfederacja Wolność i Niepodległość       | 38 153  | 7,21  | 1       | Michał Urbaniak                                                                                           |
|                                                       | Polskie Stronnictwo Ludowe                 | 31 203  | 5,90  | –       | |
| Frekwencja: 64,21% Źródło: Państwowa Komisja Wyborcza |                                            |         |       |         | |

Poniższa tabela przedstawia podział mandatów dla komitetów wyborczych na podstawie uzyskanych głosów, a następnie obliczonych ilorazów wyborczych na podstawie metody D’Hondta.
| Podział mandatów dla komitetów wyborczych na podstawie metody D’Hondta | Podział mandatów dla komitetów wyborczych na podstawie metody D’Hondta | Podział mandatów dla komitetów wyborczych na podstawie metody D’Hondta | Podział mandatów dla komitetów wyborczych na podstawie metody D’Hondta | Podział mandatów dla komitetów wyborczych na podstawie metody D’Hondta | Podział mandatów dla komitetów wyborczych na podstawie metody D’Hondta | Podział mandatów dla komitetów wyborczych na podstawie metody D’Hondta | Podział mandatów dla komitetów wyborczych na podstawie metody D’Hondta | Podział mandatów dla komitetów wyborczych na podstawie metody D’Hondta | Podział mandatów dla komitetów wyborczych na podstawie metody D’Hondta | Podział mandatów dla komitetów wyborczych na podstawie metody D’Hondta | Podział mandatów dla komitetów wyborczych na podstawie metody D’Hondta | Podział mandatów dla komitetów wyborczych na podstawie metody D’Hondta | Podział mandatów dla komitetów wyborczych na podstawie metody D’Hondta |
| Komitet wyborczy                                                       | Komitet wyborczy                                                       | Liczba głosów                                                          | Iloraz wyborczy                                                        | Iloraz wyborczy                                                        | Iloraz wyborczy                                                        | Iloraz wyborczy                                                        | Iloraz wyborczy                                                        | Iloraz wyborczy                                                        | Iloraz wyborczy                                                        | Iloraz wyborczy                                                        | Iloraz wyborczy                                                        | Mandaty                                                                | TP                                                                     |
| Komitet wyborczy                                                       | Komitet wyborczy                                                       | Liczba głosów                                                          | /1                                                                     | /2                                                                     | /3                                                                     | /4                                                                     | /5                                                                     | 6                                                                      | 7                                                                      | ...                                                                    | /12                                                                    | Mandaty                                                                | TP                                                                     |
| ---------------------------------------------------------------------- | ---------------------------------------------------------------------- | ---------------------------------------------------------------------- | ---------------------------------------------------------------------- | ---------------------------------------------------------------------- | ---------------------------------------------------------------------- | ---------------------------------------------------------------------- | ---------------------------------------------------------------------- | ---------------------------------------------------------------------- | ---------------------------------------------------------------------- | ---------------------------------------------------------------------- | ---------------------------------------------------------------------- | ---------------------------------------------------------------------- | ---------------------------------------------------------------------- |
|                                                                        | KKW Koalicja Obywatelska PO .N iPL Zieloni                             | 218 484                                                                | 218 484                                                                | 109 242                                                                | 72 828                                                                 | 54 621                                                                 | 43 697                                                                 | 36 414                                                                 | 31 212                                                                 | ...                                                                    | 18 207                                                                 | 6                                                                      | 4,96                                                                   |
|                                                                        | Prawo i Sprawiedliwość                                                 | 169 753                                                                | 169 753                                                                | 84 877                                                                 | 56 584                                                                 | 42 438                                                                 | 33 951                                                                 | 28292                                                                  | 24 250                                                                 | ...                                                                    | 14 146                                                                 | 4                                                                      | 3,85                                                                   |
|                                                                        | Sojusz Lewicy Demokratycznej                                           | 71 236                                                                 | 71 236                                                                 | 35 618                                                                 | 23 745                                                                 | 17 809                                                                 | 14 247                                                                 | 11 873                                                                 | 10 177                                                                 | ...                                                                    | 5936                                                                   | 1                                                                      | 1,62                                                                   |
|                                                                        | Konfederacja Wolność i Niepodległość                                   | 38 153                                                                 | 38 153                                                                 | 19 077                                                                 | 12 718                                                                 | 9538                                                                   | 7631                                                                   | 6359                                                                   | 5450                                                                   | ...                                                                    | 3179                                                                   | 1                                                                      | 0,87                                                                   |
|                                                                        | Polskie Stronnictwo Ludowe                                             | 31 203                                                                 | 31 203                                                                 | 15 602                                                                 | 10 401                                                                 | 7801                                                                   | 6241                                                                   | 5201                                                                   | 4458                                                                   | ...                                                                    | 2600                                                                   | 0                                                                      | 0,71                                                                   |
| Ogółem                                                                 | Ogółem                                                                 | 528 829                                                                | —                                                                      | —                                                                      | —                                                                      | —                                                                      | —                                                                      | —                                                                      | —                                                                      | —                                                                      | —                                                                      | 12                                                                     | 12                                                                     |

### Wybory parlamentarne 2023
| Komitet wyborczy                                      | Komitet wyborczy                                                           | Głosów  | %     | Mandaty | Wybrani posłowie                                                                                              |
| ----------------------------------------------------- | -------------------------------------------------------------------------- | ------- | ----- | ------- | --- |
|                                                       | KKW Koalicja Obywatelska PO .N iPL Zieloni                                 | 257 009 | 41,70 | 6       | Agnieszka Pomaska, Jacek Karnowski, Piotr Adamowicz, Jarosław Wałęsa, Magdalena Kołodziejczak, Patryk Gabriel |
|                                                       | Prawo i Sprawiedliwość                                                     | 155 318 | 25,20 | 3       | Kacper Płażyński, Kazimierz Smoliński, Jarosław Sellin                                                        |
|                                                       | KKW Trzecia Droga Polska 2050 Szymona Hołowni – Polskie Stronnictwo Ludowe | 90 599  | 14,70 | 2       | Agnieszka Buczyńska, Magdalena Sroka                                                                          |
|                                                       | Nowa Lewica                                                                | 57 967  | 9,41  | 1       | Katarzyna Kotula                                                                                              |
|                                                       | Konfederacja Wolność i Niepodległość                                       | 38 406  | 6,23  | –       | |
|                                                       | Bezpartyjni Samorządowcy                                                   | 8871    | 1,44  | –       | |
|                                                       | Polska Jest Jedna                                                          | 8117    | 1,32  | –       | |
| Frekwencja: 75,85% Źródło: Państwowa Komisja Wyborcza |                                                                            |         |       |         | |

Poniższa tabela przedstawia podział mandatów dla komitetów wyborczych na podstawie uzyskanych głosów, a następnie obliczonych ilorazów wyborczych na podstawie metody D’Hondta.
| Podział mandatów dla komitetów wyborczych na podstawie metody D’Hondta | Podział mandatów dla komitetów wyborczych na podstawie metody D’Hondta     | Podział mandatów dla komitetów wyborczych na podstawie metody D’Hondta | Podział mandatów dla komitetów wyborczych na podstawie metody D’Hondta | Podział mandatów dla komitetów wyborczych na podstawie metody D’Hondta | Podział mandatów dla komitetów wyborczych na podstawie metody D’Hondta | Podział mandatów dla komitetów wyborczych na podstawie metody D’Hondta | Podział mandatów dla komitetów wyborczych na podstawie metody D’Hondta | Podział mandatów dla komitetów wyborczych na podstawie metody D’Hondta | Podział mandatów dla komitetów wyborczych na podstawie metody D’Hondta | Podział mandatów dla komitetów wyborczych na podstawie metody D’Hondta | Podział mandatów dla komitetów wyborczych na podstawie metody D’Hondta | Podział mandatów dla komitetów wyborczych na podstawie metody D’Hondta | Podział mandatów dla komitetów wyborczych na podstawie metody D’Hondta |
| Komitet wyborczy                                                       | Komitet wyborczy                                                           | Liczba głosów                                                          | Iloraz wyborczy                                                        | Iloraz wyborczy                                                        | Iloraz wyborczy                                                        | Iloraz wyborczy                                                        | Iloraz wyborczy                                                        | Iloraz wyborczy                                                        | Iloraz wyborczy                                                        | Iloraz wyborczy                                                        | Iloraz wyborczy                                                        | Mandaty                                                                | TP                                                                     |
| Komitet wyborczy                                                       | Komitet wyborczy                                                           | Liczba głosów                                                          | /1                                                                     | /2                                                                     | /3                                                                     | /4                                                                     | /5                                                                     | /6                                                                     | /7                                                                     | ...                                                                    | /12                                                                    | Mandaty                                                                | TP                                                                     |
| ---------------------------------------------------------------------- | -------------------------------------------------------------------------- | ---------------------------------------------------------------------- | ---------------------------------------------------------------------- | ---------------------------------------------------------------------- | ---------------------------------------------------------------------- | ---------------------------------------------------------------------- | ---------------------------------------------------------------------- | ---------------------------------------------------------------------- | ---------------------------------------------------------------------- | ---------------------------------------------------------------------- | ---------------------------------------------------------------------- | ---------------------------------------------------------------------- | ---------------------------------------------------------------------- |
|                                                                        | KKW Koalicja Obywatelska PO .N iPL Zieloni                                 | 257 009                                                                | 257 009                                                                | 128 505                                                                | 85 670                                                                 | 64 252                                                                 | 51 402                                                                 | 42 835                                                                 | 36 716                                                                 | ...                                                                    | 21 417                                                                 | 6                                                                      | 5,15                                                                   |
|                                                                        | Prawo i Sprawiedliwość                                                     | 155 318                                                                | 155 318                                                                | 77 659                                                                 | 51 773                                                                 | 38 830                                                                 | 31 064                                                                 | 25 886                                                                 | 22 188                                                                 | ...                                                                    | 12 943                                                                 | 3                                                                      | 3,11                                                                   |
|                                                                        | KKW Trzecia Droga Polska 2050 Szymona Hołowni – Polskie Stronnictwo Ludowe | 90 599                                                                 | 90 599                                                                 | 45 300                                                                 | 30 200                                                                 | 22 650                                                                 | 18 120                                                                 | 15 100                                                                 | 12 943                                                                 | ...                                                                    | 7550                                                                   | 2                                                                      | 1,81                                                                   |
|                                                                        | Nowa Lewica                                                                | 57 967                                                                 | 57 967                                                                 | 28 984                                                                 | 19 322                                                                 | 14 492                                                                 | 11 593                                                                 | 9661                                                                   | 8281                                                                   | ...                                                                    | 4831                                                                   | 1                                                                      | 1,16                                                                   |
|                                                                        | Konfederacja Wolność i Niepodległość                                       | 38 406                                                                 | 38 406                                                                 | 19 203                                                                 | 12 802                                                                 | 9602                                                                   | 7681                                                                   | 6401                                                                   | 5487                                                                   | ...                                                                    | 3201                                                                   | 0                                                                      | 0,77                                                                   |
| Ogółem                                                                 | Ogółem                                                                     | 599 299                                                                | —                                                                      | —                                                                      | —                                                                      | —                                                                      | —                                                                      | —                                                                      | —                                                                      | —                                                                      | —                                                                      | 12                                                                     | 12                                                                     |